# Приятельский
Приятельский — посёлок в Алейском районе Алтайского края России. Входит в состав Дубровского сельсовета.

## География
Расположен в центральной части края, в лесостепной зоне, у болота Сухое.
Климат
резко континентальный. Средняя температура января −17,6ºС, июля — + 20ºС. Годовое количество осадков — 440 мм.

## История
Основан в 1921 г.
В 1928 г. состоял из 101 хозяйства. В составе Васильевского сельсовета Алейского района Барнаульского округа Сибирского края.

## Население
| 1926 | 1997 | 1998 | 1999 | 2000 | 2001 | 2002 | 2003 | 2004 |
| ---- | ---- | ---- | ---- | ---- | ---- | ---- | ---- | ---- |
| 476  | ↘362 | ↘315 | ↘308 | ↘297 | ↗302 | ↘292 | ↗299 | ↗303 |
| 2005 | 2006 | 2007 | 2008 | 2009 | 2010 | 2011 | 2012 | 2013 |
| ↗305 | ↘296 | ↘292 | ↘282 | ↘277 | ↘238 | ↗241 | ↘228 | ↘219 |

национальный состав
В 1928 г. основное население — русские.
Согласно результатам переписи 2002 года, в национальной структуре населения русские составляли 94 % от 298 жителей.

## Инфраструктура
Филиал МКОУ Толстодубровская СОШ «Приятельская начальная общеобразовательная школа».
Приятельский ФАП
Экономика
Основное направление — сельское хозяйство.

## Транспорт
Посёлок доступен по дороге общего пользования регионального значения «Алейск — Чарышское» (идентификационный номер 01 ОП РЗ 01К-18). От посёлка отходит автодорога межмуниципального значения «Приятельский — Осколково — а/д К-13» (идентификационный номер 01 ОП МЗ 01Н-0105)..